# Inago no cukudani
Inago no cukudani (japonsko: いなごの佃煮)  je tradicionalna japonska jed iz kobilic, z dodatkom sojine omake, sladkorja in kisa.

## Izvor jedi
Jed prvotno izvira iz Japonske prefektura Nagano, kjer si tamkajšnji prebivalci že stoletja radi privoščijo tudi različne jedi iz žuželk, saj so te med drugim tudi bogat vir beljakovin.